# 学校法人藤村学園
学校法人藤村学園（ふじむらがくえん）は、日本の学校法人。東京女子体育大学を運営している。
1951年（昭和26年）3月5日設立認可。初代理事長は藤村トヨ。

## 学校
- 東京女子体育大学
- 東京女子体育短期大学

なお、藤村女子中学校・高等学校も藤村トヨが創立者であるが、設置者は本法人ではなく学校法人井之頭学園である。